# Noordelijke IJszee

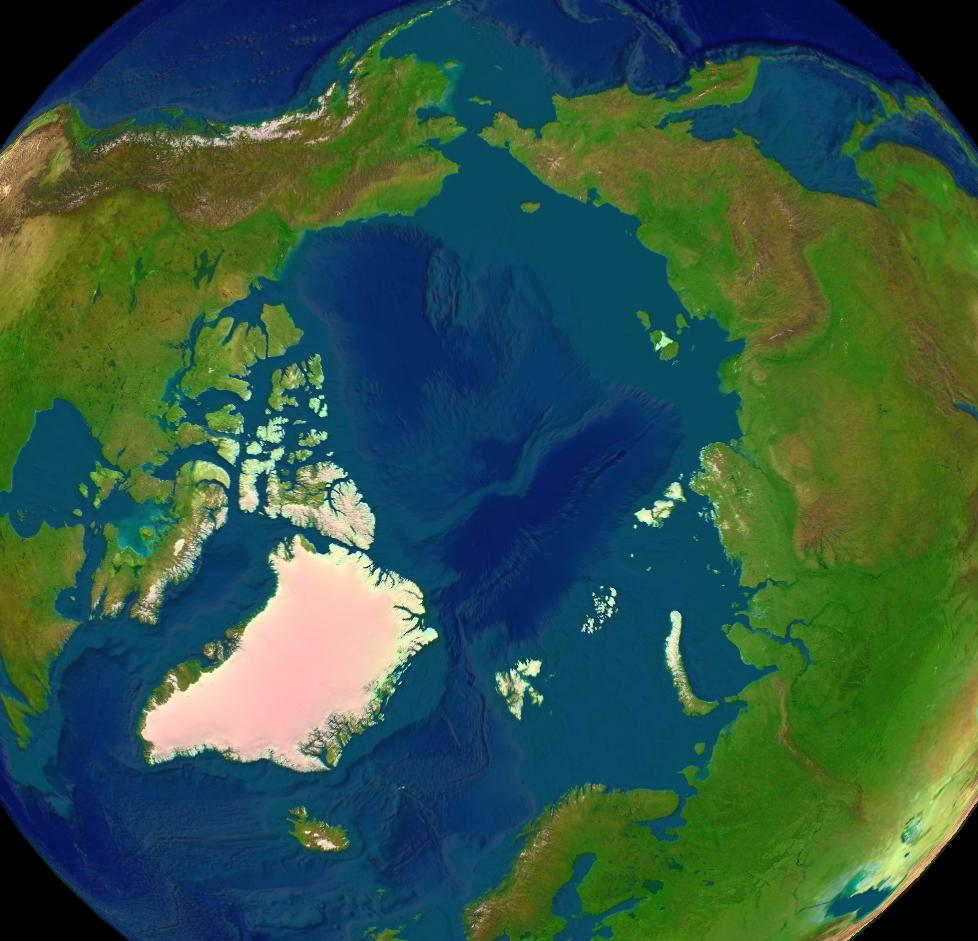
Reliëfkaart van de Noordelijke IJszee

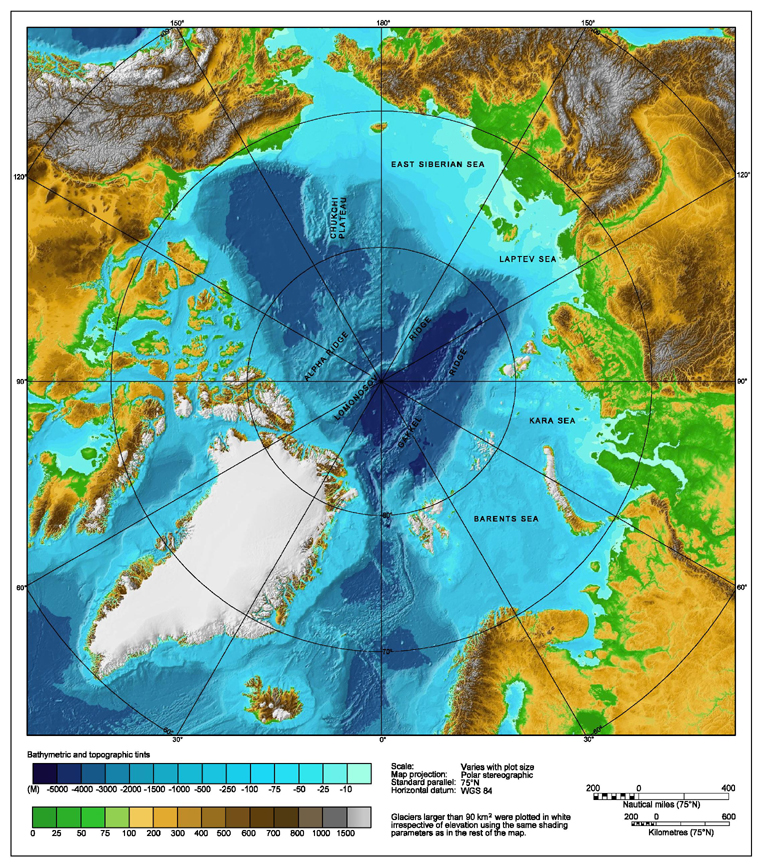
Bathymetrische kaart van de Noordelijke IJszee

Op deze kaart wordt de grens van de poolregio aangegeven met een rode lijn. Het gebied ten noorden van deze lijn heeft een gemiddelde temperatuur die beneden de 10 graden Celsius ligt in de warmste maand.

De Noordelijke IJszee (in vertalingen uit het Engels ook wel Arctische Oceaan genoemd) is een oceaan ten noorden van de continenten Eurazië en Noord-Amerika waarin het grote ijsveld van de Noordpool (Arctica) ligt. Over de vraag of de Noordelijke IJszee als een volwaardige oceaan mag worden beschouwd bestaat verschil van mening. De Internationale Hydrografische Organisatie erkent de Noordelijke IJszee als de kleinste van de vijf oceanen op Aarde, terwijl er binnen de oceanografie wetenschappers zijn die de Noordelijke IJszee typeren als het Middellandse zeetype van het noordpoolgebied.

## Geografie
De Noordelijke IJszee bedekt een gebied van ongeveer 14 056 000 km², bijna gelijk aan de oppervlakte van Rusland. De kustlijn is 45.390 km lang. De zee is omgeven door de landmassa's van Eurazië, Noord-Amerika, Groenland en diverse eilanden.
Over het algemeen worden de Baffinbaai, de Barentszzee, de Beaufortzee, de Tsjoektsjenzee, de Oost-Siberische Zee, de Groenlandzee (soms deel van de Atlantische Oceaan), de Hudsonbaai, de Straat Hudson, de Karazee, de Laptevzee, de Witte Zee en diverse andere watermassa's tot de Noordelijke IJszee gerekend. De Noordelijke IJszee wordt verbonden met de Grote Oceaan door de Beringstraat en met de Atlantische Oceaan door de Groenlandzee en de Labradorzee.
De voornaamste verbinding ligt tussen Groenland en Spitsbergen. De zeebodem ligt hier gemiddeld 600 meter onder het zeeniveau. Door deze opening stroomt warm water van de Golfstroom de zee binnen en er is een polaire zeestroom uit de zee naar het zuiden, langs de oostkust van Groenland, de Oost-Groenlandstroom. Met de Grote Oceaan staat de ijszee alleen in verbinding via de smalle Beringstraat.

### Eilanden en eilandengroepen
In de ijszee liggen diverse eilanden:
- Bereneilanden
- Frans Jozefland
- Jan Mayen
- Kolosovycheilanden
- Mona-eilanden
- Nieuw-Siberische Eilanden
- Nova Zembla
- Noordland
- Nordenskiöldarchipel
- Koningin Elizabetheilanden
- Plavnikovye-eilanden
- Spitsbergen
- Wrangel

## Poolijs
De ijszee is grotendeels bedekt met een ijslaag van maximaal zo’n 4 meter dik. De ijskap is ruim 6 miljoen km² groot in de zomer en heeft een ovale vorm. De lange as van de ijskap ligt op de lijn van Spitsbergen naar het westen van Alaska. Bij Spitsbergen ligt de grens van de ijskap verder naar het noorden dan bij Alaska vanwege het warme water dat door de Golfstroom wordt aangevoerd en dit belemmert de ijsvorming. Het warme water bereikt de Barentszzee, ten noorden van Noorwegen en begrensd door Nova Zembla in het oosten, en dit gebied is hierdoor het gehele jaar ijsvrij. Andere randzeeën vriezen in het algemeen wel dicht in de winter. Door de opwarming van de Aarde neemt de hoeveelheid poolijs langzaam af.
De hoeveelheid zeeijs vertoont een duidelijk seizoenpatroon. In maart is de ijsbedekking maximaal en in september minimaal. In de jaren 1981-2010 was er gemiddeld zo'n 11,64 miljoen km² zee met ijs bedekt. Door de temperatuurstijging neemt de hoeveelheid zee-ijs geleidelijk af en een kentering in deze trend is niet zichtbaar. Het verlies in de winterperiode was zo'n 10% tussen 1979 en 2020, maar in de zomermaanden is dit circa 40%. Als deze trend zich voortzet dan zou volgens ramingen uit 2020 het zomerzee-ijs in de noordelijke oceaan omstreeks 2035 geheel zijn verdwenen (het “blue ocean event”). In 2022 werd verwacht dat dit nog voor 2027 kan gebeuren.
| Maand | 1979  | 1990  | 2000  | 2010  | 2020  |
| ----- | ----- | ----- | ----- | ----- | ----- |
| jan   | 15,41 | 14,78 | 14,22 | 13,74 | 13,65 |
| feb   | 16,18 | 15,58 | 15,14 | 14,58 | 14,68 |
| maart | 16,34 | 15,87 | 15,22 | 15,14 | 14,78 |
| april | 15,45 | 14,65 | 14,56 | 14,66 | 13,73 |
| mei   | 13,86 | 13,23 | 13,15 | 12,87 | 12,36 |
| juni  | 12,53 | 11,64 | 11,67 | 10,59 | 10,58 |
| juli  | 10,31 | 9,24  | 9,51  | 8,07  | 7,28  |
| aug   | 8,04  | 6,80  | 7,17  | 5,87  | 5,08  |
| sep   | 7,05  | 6,14  | 6,25  | 4,87  | 3,92  |
| okt   | 8,75  | 8,48  | 8,38  | 6,98  | 5,82  |
| nov   | 10,94 | 11,08 | 10,32 | 9,61  | 8,99  |
| dec   | 13,34 | 13,11 | 12,64 | 11,83 | 11,77 |

Door de enigszins overheersende oostenwind is er een oost-weststroming van water en ijs. Twee belangrijke uitzonderingen hierop zijn de in- en uitstroom tussen Groenland en Spitsbergen en de invloed van de Lomonosovrug. Deze 1800 kilometer lange rug loopt van de Nieuw-Siberische Eilanden via de Noordpool naar Ellesmere-eiland bij Canada. De rug is ruim 3000 meter hoog en deelt de watercirculatie in het dieper gelegen deel van de ijszee in tweeën.
IJsbergen die losbreken van het land kunnen zeer groot zijn en een bedreiging vormen voor de scheepvaart. IJsbergen die door de Oost-Groenland- of Labradorstroom naar het zuiden worden meegevoerd komen voorbij Newfoundland in de vaarroute tussen Europa en Noord-Amerika. In 1912 botste de Titanic met een ijsberg en ging verloren.

## Flora en fauna
Bedreigde maritieme soorten in de Noordelijke IJszee zijn onder meer walrussen en walvissen. Het gebied heeft een kwetsbaar ecosysteem dat zich maar langzaam kan aanpassen en maar moeizaam kan herstellen van verstoringen of schade te vertragen. De Cyanea capillata (een soort schijfkwal) komt overvloedig voor in de wateren van de Noordelijke IJszee en de Pholis fasciata is de enige soort van botervis die er voorkomt.
Behalve fytoplankton kent de Noordelijke IJszee maar weinig plantenleven. Fytoplankton is een cruciaal onderdeel van het leven in de oceaan en er zijn enorme hoeveelheden van in de Noordelijke IJszee, waar ze zich voeden met voedingsstoffen uit rivieren en de zeestromingen van de Atlantische en de Grote Oceaan. In de zomer, als de zon dag en nacht schijnt, is het fytoplankton door de fotosynthese in staat om zich gedurende een lange periode snel te reproduceren. Echter, het omgekeerde is waar in de winter, wanneer er maar nauwelijks genoeg licht is om te overleven.

## Economie

### Natuurlijke hulpbronnen
Door het smelten van de ijskappen is het Noordpoolgebied steeds interessanter geworden voor de delving van aardolie en aardgas. In verband met de risico's voor milieuvervuiling is er internationaal protest tegen deze ontwikkeling. De hoeveelheid aardolie in de Noordpoolregio wordt geschat op 90 miljard vaten (13% wereldoliereserve). Uitgaande van de huidige consumptie is dit toereikend voor iets minder dan drie jaar. De hoeveelheid aardgas bedraagt circa 47.000 miljard m3 (30 procent wereldaardgasreserve). Uitgaande van de huidige groei van 7% per jaar in consumptie is dit voldoende gas voor ongeveer 10 jaar. Onder meer Rusland, Canada, Denemarken, Noorwegen en de Verenigde Staten maken aanspraak op deze delfstoffen.

### Scheepvaart
Voor de scheepvaart zijn er ook voordelen. Door het terugtrekkende ijs kunnen zeeschepen een lange reis via het Panamakanaal of Kaap Hoorn vermijden en langs de noordkust van Canada of van Rusland varen. Beide routes zijn aanzienlijk korter dan de zuidelijk gelegen zeevaartroutes, ook als gebruik kan worden gemaakt van de kortere route via het Suezkanaal.